# Tân Hương, Bắc Sơn
Tân Hương là một xã thuộc huyện Bắc Sơn, tỉnh Lạng Sơn, Việt Nam.

## Địa lý
Xã Tân Hương có diện tích 30,53 km², dân số năm 1999 là 1.998 người, mật độ dân số đạt 65 người/km².
Theo thống kê năm 2019, xã Tân Hương có diện tích 30,53 km², dân số là 2.331 người, mật độ dân số đạt 76 người/km².

## Hành chính
Xã Tân Hương được chia thành 7 thôn: Cầu Hin, Dục Pán, Dục Viếu, Đon Úy, Mỏ Tát, Nam Hương I, Nam Hương II.